# Корни деревьев
«Корни деревьев» (нидерл. Boomwortels) — картина Винсента Ван Гога, написанная в 1890 году во Франции. По мнению некоторых исследователей, это последняя картина, написанная Ван Гогом.

## Описание

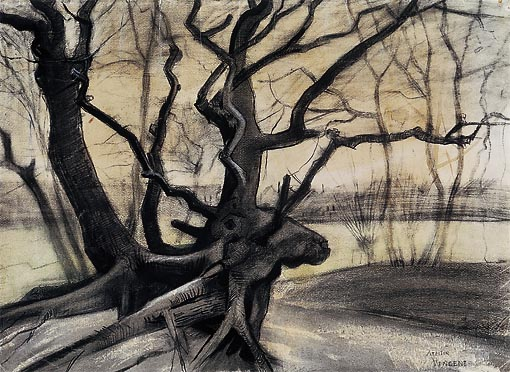
Зарисовка корней дерева на песчаном фоне. 1882

На первый взгляд картина может показаться композицией из абстрактных форм и ярких цветов, но на ней изображены корни и основания деревьев, растения, листья.
Формат картины вытянут по горизонтали и представляет собой «два соединённых по горизонтали квадрата». Такой формат художник часто использовал для своих последних пейзажных работ.
Ещё в 1882 году в Гааге Ван Гог делает зарисовки корней деревьев. В письме своему брату Тео Винсент писал, что хочет передать в этой работе что-то вроде жизненной борьбы. Неизвестно, этой же ли идеей он руководствовался при создании «Корней деревьев».

## Обстоятельства создания
В 2020 году Вутер ван дер Веен, искусствовед, научный руководитель некоммерческой организации «Институт Ван Гога» и автор нескольких книг об этом художнике обнаружил во Франции точное место, изображённое на картине. Сходство работы 1890 года с реальным пейзажем недалеко от французского города Овер-сюр-Уаз было подмечено благодаря почтовой открытке начала XX века. Впоследствии специалисты подтвердили вероятность того, что на картине изображены определённый холм и определённое дерево (сохранившееся до наших дней). Предполагается, что картина была написана за несколько часов до смерти художника.